# Бег на 10 000 метров

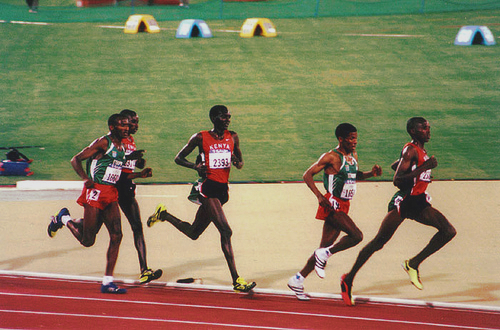
Финальный забег на 10 000 метров на Олимпиаде 2000 года

Бег на 10 000 метров — стадионная дисциплина лёгкой атлетики, относится к бегу на длинные дистанции.
Требует от спортсменов выносливости, тактического мышления и скорости — бег часто заканчивается финишным спринтом. Является олимпийской дисциплиной лёгкой атлетики для мужчин с 1912 года, для женщин с 1988 года.
«Бег на 10 км» — так обозначается другая дисциплина лёгкой атлетики — бег по шоссе и, реже, бег по пересечённой местности. Отдельно устанавливаются и ратифицируются мировые рекорды на 10 000 метров и на 10 км.

## Правила
Спортсмены в беге на 10 000 метров начинают с высокого старта и общей стартовой позиции. Чемпионат мира 1997 года стал последним, когда на дистанции проводились квалификационные забеги, начиная с чемпионата мира 1999 года проводится сразу финальный забег. На Олимпийских Играх дистанция стала проводиться в один круг начиная с 2004 года. Это вызвано тем, что дистанция очень энергозатратная и участникам сложно преодолевать два забега, особенно в жаркую погоду. На стадионе с дорожкой 400 метров 10 000 метров составляют 25 полных кругов.
Когда в старте принимает участие большое количество спортсменов (более 20), то их разделяют на две группы, которые выходят на общую дорожку после 115 метров.

## Тактика и тренировка
Для дистанции 10 000 метров характерны все тактические приёмы, обычные для длинных легкоатлетических дистанций. Для достижения результатов на уровне рекорда мира спортсмен должен уметь проходить круг в среднем менее, чем за 65—66 с (мужчины) и 71—72 с (женщины).

## История
До применения метрической системы дистанция составляла шесть миль (9 656 м). Дистанцию 6 миль (9636 метров), популярную в Англии, можно считать предшественницей дистанции 10 000 метров.
В 1910-е—1930-е годы на этой дистанции не было равных финским атлетам (Ханнес Колехмайнен, Пааво Нурми). С 1930-х годов в беге на 10 000 метров доминировали европейские спортсмены (СССР, Великобритания, Финляндия). Начиная с 1970-х гг. на длинных дистанциях господствуют африканские спортсмены (Кения, Эфиопия, Эритрея). Первым белокожим спортсменом, выбежавшим на 10 000 м из 27 минут, стал американец Крис Солински (США, 2010).
В историю этой дисциплины вошли следующие противостояния:
- А. Десятчиков и Х. Пярнакиви (СССР) против Б. Сота[англ.] и М. Труэкса[англ.] (США) — матч СССР — США 18 июля 1959 года в Филадельфии (кадры вошли в фильм «Спорт, спорт, спорт»)
- Владимир Куц и Гордон Пири
- Ален Мимун и Эмиль Затопек
- Пол Тергат и Хайле Гебреселассие.

Долгое время считалось, что бег на длинные дистанции плохо подходит для женского организма. Начиная с 1970-х годов 10 000 метров становится популярной дистанцией и у женщин. Большую популярность этой дистанции придали успехи выдающейся норвежской бегуньи Ингрид Кристиансен, несколько раз обновлявшей мировой рекорд в 1980-е годы. До 1990-х годов в этой дисциплине лидировали спортсменки Норвегии и СССР. В программе летних чемпионатов мира женская дистанция 10 000 м присутствует с 1987 года. В настоящее время на дистанции 10 000 метров у женщин доминируют спортсменки Эфиопии, Кении, Китая, Великобритании.

## В настоящее время
В настоящее время в мире проводится не так много коммерческих соревнований на этой дистанции. В 2014 году крупнейшими из них стали Prefontaine Classic в Юджине и Hyogo Relays в Кобе.

### Вехи

#### Мужчины
- Первый зарегистрированный результат: 32.35 Уильям Джексон (Великобритания), 5.04.1847 в Пекхэме[англ.] (среднее время на 10 186 метров по ходу 10-мильного забега)
- Первый официальный мировой рекорд: 30.58,8 Жан Буэн (Франция), 16.11.1911
- Первый из 30 минут: мин 29.52,6 Таисто Мяки[англ.] (Финляндия), 17.09.1939
- Первый из 29 минут: 28.54,2 Эмиль Затопек (Чехословакия), 1.06.1954
- Первый из 28 минут: 27.39,4 Рон Кларк (Австралия), 14.07.1965
- Первый из 27 минут: 26.58,38 Йобес Ондиеки (Кения), 10.07.1993

#### Женщины
- Первый зарегистрированный результат: 38.06,4 Энн О'Брайан (Ирландия), 26.03.1967, Горманстаун
- Первый официальный мировой рекорд: 32.17,20 Елена Сипатова (СССР), 19.09.1981
- Первый из 32 минут: 31.35,3 Мэри Дэккер[англ.] (США), 16.07.1982
- Первый из 31 минуты: 30.59,42 Ингрид Кристиансен (Норвегия), 27.07.1985
- Впервые из 30 минут: 29.31,78 Ван Цзюнься (Китай), 8.09.1993

## Мировые рекорды на 10000 метров
| Пол     | Рекорд   | Спортсмен       | Страна | Дата           | Место             |
| Мужчины | 26.11,00 | Джошуа Чептегеи | Уганда | 7 октября 2020 | Валенсия, Испания |
| Женщины | 28.54,14 | Беатрис Чебет   | Кения  | 25 мая 2024    | Юджин, США        |

## Мировые рекорды на 10 км (шоссе)
| Пол     | Рекорд | Спортсмен      | Страна         | Дата            | Место                 |
| Мужчины | 26:24  | Ронекс Кипруто | Кения          | 12 января 2020  | Валенсия, Испания     |
| Женщины | 30:21  | Пола Рэдклифф  | Великобритания | 23 февраля 2003 | Сан-Хуан, Пуэрто-Рико |

## Известные атлеты на этой дистанции
- Пааво Нурми (Финляндия)
- Эмиль Затопек (ЧССР)
- Владимир Куц (СССР)
- Пётр Болотников (СССР)
- Лассе Вирен (Финляндия)
- Пол Тергат (Кения)
- Хайле Гебреселассие (Эфиопия)
- Кенениса Бекеле (Эфиопия)
- Мо Фара (Великобритания)
- Джошуа Чептегеи (Уганда)
- Дерарту Тулу (Эфиопия)
- Гете Вами (Эфиопия)
- Тирунеш Дибаба (Эфиопия)
- Месерет Дефар (Эфиопия)
- Ингрид Кристиансен (Норвегия)
- Фернанда Рибейру (Португалия)
- Сифан Хассан (Нидерланды)
- Алмаз Аяна (Эфиопия)